# Château de Mauléon (Deux-Sèvres)
Ne doit pas être confondu avec le Château de Mauléon (Pyrénées-Atlantiques)
Le château de Mauléon est un édifice médiéval bâti entre 1100 et 1199 dans la commune de Mauléon dans les Deux-Sèvres.

## Histoire
La première mention du château de Mauléon date de 1080, il s'agit alors d'un château à motte perché sur les hauteurs de la colline du quartier de Saint-Melaine. De 1100 à 1199, la famille de Mauléon fait bâtir un château en pierre qui se développe avec des fortifications sur l'éperon rocheux,. Le château est protégé par l'escarpement naturel sur trois côtés et il est ceinturé de fossés sans eau.
Cependant le château fini par être endommagé ; le 23 mai 1587 d'abord, lorsque Henri de Navarre s'empare du château et en détruit une partie, puis en 1642, lorsque Richelieu ordonne la démolition des murailles,,.
Le château est acheté en 1736 par Alexis Madelaine Rosalie, duc de Châtillon. Ce dernier fait construire vers 1740 un bâtiment central couramment appelé « le Palais » par la population locale en raison de sa fonction, de Palais de Justice et de bailliage attribuée par le Duc de Châtillon.
L'édifice est acheté par la ville en 1990 après être passé entre les mains de plusieurs propriétaires. Le château est finalement inscrit au titre des monuments historiques par arrêté du 18 avril 1995.